# Єпископат Української православної церкви Київського патріархату
Список єпископів Української православної церкви Київського патріархату — перелік архієреїв, які розміщуються за старшинством. У дужках вказується дата єпископської хіротонії (посвячення у сан єпископа).

## Чинні архієреї
Предстоятель: Патріарх Київський і всієї Руси-України Філарет (Денисенко) (4 лютого 1962)
Правлячі архієреї:
1. Іоасаф (Шибаєв), митрополит Білгородський і Обоянський, екзарх Всеросійський (19 лютого 1995)
2. Філарет (Панку), митрополит Фалештський і Молдовський (31 липня 2005)[1]
3. Андрій (Маруцак), архієпископ Переяславський і Білоцерківський (23 червня 2019)[2]
4. Никодим (Кобзар), архієпископ Сумський і Охтирський, керуючий Полтавською єпархією (15 грудня 2019)
5. Авксентій (Марінес), єпископ (митрополит) Херсонеський і Волноваський (травень 1996)[3]
6. Даниїл (Кудибин), архієпископ Дніпровський і Криворізький (17 грудня 2019)
7. Никон (Граблюк), єпископ Одеський і Балтський (5 січня 2020)[4]
8. Михаїл (Ковалюк), єпископ Херсонський і Таврійський (17 грудня 2020)
9. Хризостом (Калліс), єпископ (митрополит) Маріупольський і Феодосіївський (15 грудня 2021)
10. Авів (Панку), єпископ Ришканський і Окницький (23 січня 2022)

Вікарні архієреї:
1. Петро (Москальов), єпископ Валуйський, вікарій Білгородської єпархії (13 грудня 2008)
2. Лука (Згоба), єпископ Філадельфійський, вікарій Київської єпархії (14 грудня 2021)

## Колишні архієреї (з моменту відновлення у 2019 році)
1. Варсонофій (Качан), єпископ Хмельницький і Кам'янець-Подільський (2019—2022), перейшов до ПЦУ як архимандрит[5][6]
2. Никон (Шинкарюк), єпископ Чернівецький і Буковинський (2020—2023), виключений зі складу єпископату[7][8]

## Спочилі архієреї (з моменту відновлення у 2019 році)
1. Ілля (Зеленський), єпископ Харківський і Богодухівський (2019—2021)

## Архієреї на час ліквідації УПЦ КП, 2018

### Предстоятель
Патріарх Київський і всієї Руси-України Філарет (Денисенко).

### Правлячі архієреї
Правлячі архієреї:
1. Епіфаній (Думенко), митрополит Переяслав-Хмельницький і Білоцерківський, патріарший намісник,[10] постійний член Священного синоду (2009)
2. Димитрій (Рудюк), митрополит Львівський і Сокальський, постійний член Священного синоду (2000)
3. Іоасаф (Шибаєв), митрополит Білгородський і Обоянський, екзарх Всеросійський, постійний член Священного синоду (1995)
4. Іоан (Яременко), митрополит Черкаський і Чигиринський, постійний член Священного синоду (2003)
5. Сергій (Горобцов), архієпископ Донецький і Маріупольський, постійний член Священного синоду (2002)
6. Іларіон (Процик), архієпископ Рівненський і Острозький, в.о. екзарха Європи, постійний член Священного синоду (2008)
7. Євстратій (Зоря), архієпископ Чернігівський і Ніжинський, секретар Священного синоду (2008)
8. Даниїл (Ковальчук), митрополит Чернівецький і Буковинський (1990)
9. Володимир (Ладика), митрополит Миколаївський і Богоявленський (1993)
10. Адріан (Старина), митрополит Богородський (1994)
11. Михаїл (Лярош), митрополит Паризький (1996)
12. Антоній (Махота), митрополит Хмельницький і Кам'янець-Подільський (1996)
13. Іоасаф (Василиків), митрополит Івано-Франківський і Галицький (1997)
14. Михаїл (Зінкевич), митрополит Луцький і Волинський (2000)
15. Яків (Макарчук), архієпископ Дрогобицький і Самбірський (1998)
16. Климент (Кущ), архієпископ Сімферопольський і Кримський, тимчасово керуючий Херсонською єпархією (2000)
17. Мефодій (Срібняк), архієпископ Сумський і Охтирський (2004)
18. Онуфрій (Хаврук), архієпископ Чернівецький і Кіцманський (2005)
19. Михаїл (Бондарчук), архієпископ Вінницький і Брацлавський (2006)
20. Нестор (Писик), архієпископ Тернопільський і Кременецький (2006)
21. Федір (Бубнюк), архієпископ Полтавський і Кременчуцький (2006)
22. Філарет (Панку), єпископ Фалештський і Східно-Молдовський (2005)
23. Матфей (Шевчук), єпископ Володимир-Волинський і Турійський (2006)
24. Марк (Левків), єпископ Кропивницький і Голованівський (2009)
25. Павло (Кравчук), єпископ Тернопільський і Теребовлянський (2009)
26. Симеон (Зінкевич), єпископ Дніпровський і Криворізький (2009)
27. Афанасій (Яворський), єпископ Луганський і Старобільський (2011)
28. Юліан (Гатала), єпископ Коломийський і Косівський (2012)
29. Митрофан (Бутинський), єпископ Харківський і Богодухівський (2013)
30. Фотій (Давиденко), єпископ Запорізький і Мелітопольський (2014)
31. Варсонофій (Руднік), єпископ Ужгородський і Закарпатський (2015)
32. Паїсій (Кухарчук), єпископ Житомирський і Овруцький (2017)
33. Павло (Юристий), єпископ Одеський і Балтський (2018)

### Вікарні
Вікарні архієреї:
1. Агапіт (Гуменюк), архієпископ Вишгородський, вікарій Київської єпархії, керуючий справами Київської патріархії, постійний член Священного синоду (2010)
2. Олександр (Решетняк), архієпископ Богуславський, вікарій Київської єпархії, голова Екуменічного управління (1994)
3. Ізяслав (Карга), архієпископ Макарівський, вікарій Київської єпархії (1996)
4. Всеволод (Матвієвський), єпископ Слов'янський, вікарій Донецької єпархії (2003)
5. Лаврентій (Мигович), єпископ Васильківський, вікарій Київської єпархії (2004)
6. Петро (Москальов), єпископ Валуйський, вікарій Білгородської єпархії (2008)

### Без кафедр
Архієреї без кафедр:
1. Марк (Гринчевський), єпископ, настоятель парафії Різдва Христового м. Дунаївці (2018), колишній єпископ Одеський і Балтський (2009)
2. Іоан (Швець), єпископ, настоятель парафії Різдва Пресвятої Богородиці у Святошинському районі м. Києва (прийнятий до УПЦ (КП) у 2013 році, кафедр не очолював).
3. Адріан (Кулик), єпископ, настоятель парафії святого великомученика Юрія Переможця у м. Хмельницькому (прийнятий до УПЦ (КП) у 2013 році, кафедр не очолював).

### На спокої
Архієреї на спокої:
1. Даміан (Замараєв), архієпископ на спокої (2018), колишній архієпископ Херсонський і Таврійський (1997)[12]
2. Іоан (Бойчук), єпископ на спокої (2013), колишній єпископ Коломийський і Косівський (1996)

## Спочилі
Спочилі архієреї:
1. Мстислав (Скрипник), патріарх Київський і всієї Руси-України (1942–1993)
2. Полікарп (Гуц), єпископ Донецький і Луганський (1993)
3. Августин (Кравченко), колишній єпископ Яготинський, вікарій Київської єпархії, на спокої з 14 червня 1993 (1992—1993)
4. Олексій (Царук), колишній єпископ Миколаївський і Херсонський, на спокої з грудня 1993 (1993—1994)
5. Іоан (Боднарчук), митрополит Луцький і Волинський (1977–1994)
6. Володимир (Романюк), патріарх Київський і всієї Руси-України (1990–1995)
7. Никон (Калембер), єпископ Чернігівський і Ніжинський (1997–2002)
8. Яків (Панчук), митрополит Луцький і Волинський (1990–2004)
9. Тимофій (Кутальянос), митрополит Корсунський, екзарх Київського патріархату в Греції (1995–2004)
10. Даниїл (Чокалюк), митрополит Рівненський і Острозький (1994–2005)
11. Василій (Боднарчук), митрополит Тернопільський і Бучацький (1990–2006)
12. Степан (Біляк), архієпископ Бориспільський (2002–2006)
13. Панкратій (Тарнавський), колишній єпископ Васильківський, вікарій Київської єпархії, на спокої з 20 жовтня 2006 (1997–2009)
14. Андрій (Горак), митрополит Львівський і Сокальський (1990–2010)
15. Флавіан (Пасічник), колишній єпископ Харківський і Богодухівський, на спокої з 16 липня 2004 (2000–2010)
16. Серафим (Верзун), колишній єпископ Кіровоградський і Голованівський, на спокої з листопада 2008 (1992–2012)
17. Євсевій (Політило), колишній митрополит Рівненський і Острозький, на спокої з 23 січня 2012 (2002–2012)
18. Феодосій (Пайкуш), єпископ Васильківський, вікарій Київської єпархії (2004–2012)
19. Хризостом (Бакомітрос), єпископ Херсонеський, екзарх Київського патріархату в Греції (2005–2016)
20. Григорій (Качан), колишній архієпископ Запорізький і Мелітопольський, на спокої з 13 грудня 2014 (1995–2016)